# Горшем (Сассекс)
Горшем (англ. Horsham) — місто на річці Арун у Західному Сассексі у південно-східній частині Англії з населенням близько 50 000 осіб. Місто знаходиться за 50 км на південь-південний захід від Лондона, за 30 км на північний захід від Брайтона, та за 42 км на північний схід від повітового міста Чичестер.
У Горшемі є кілька шкіл. Дві в центрі міста (школа для дівчат Millais і хлопців Forest), загальноосвітня школа в North Horsham (Tanbridge) і на околиці приватна школа Christ's Hospital . Christ's Hospital — це велика гімназія на півдні Горшема. Тут проходили зйомки телешоу «Рок-школа». Також з 1540 року існує Коледж Річарда Кольєра.
Навколишня територія сільськогосподарська, що зробило Горшем важливим ринком і торговим центром. У місті також є машинобудівні, пивоварні та фармацевтичні заводи. Місто є штаб-квартирою британського розробника відеоігор Creative Assembly, найбільш відомого своєю серією Total War.

## Відомі особистості
- Сесіл Герст (1870–1963), юрист
- Геммонд Іннес (1913–1998), прозаїк
- Артур Кокфілд (1916–2007), політик
- Саллі Найвет (* 1951) — англійська акторка.
- Марк Роуленд (нар. 1963), бігун на довгі дистанції
- Джеймі Г'юлетт (нар. 1968), художник коміксів
- Джоліон Палмер (нар. 1991), британський автогонщик

## Вебпосилання
- Вебсайт Горшема